# NGC 4996
NGC 4996 (другие обозначения — UGC 8235, MCG 0-34-9, ZWG 16.11, NPM1G +01.0370, PGC 45629) — галактика в созвездии Дева.
Этот объект входит в число перечисленных в оригинальной редакции «Нового общего каталога».